# Ouest algérien

l'Algérie

L'expression Ouest algérien ou Algérie occidentale peut recouvrir deux significations:
- dans un sens d'usage traditionnel, faisant implicitement référence à l'Algérie tellienne, c'est un territoire géographique recouvrant le nord-ouest de l'Algérie, que l'on assimile souvent à l'Oranie.

- dans un sens strictement géographique, l'ouest algérien est constitué dans le Sahara par la Wilaya de Tindouf et partie de celles de Béchar et d'Adrar.